# Ildtæge
Ildtægen (Pyrrhocoris apterus) er et insekt i familien Pyrrhocoridae. Ildtæger parrer sig oftest i april og maj.

## Eksterne links
Billeder af ildtæger Arkiveret 11. marts 2007 hos  Wayback Machine
| Dyr | Spire Denne artikel om dyr er en spire som bør udbygges. Du er velkommen til at hjælpe Wikipedia ved at udvide den. |